# Walerian Staszkiewicz
Walerian Staszkiewicz (ur. 12 maja 1947 w Bydgoszczy) – polski lekarz chirurg, nauczyciel akademicki, profesor nauk medycznych.

## Życiorys
W 1970 ukończył studia w Wydziale Lekarskim Akademii Medycznej w Warszawie. Specjalista chirurgii ogólnej (I stopień w 1974 i II stopień w 1979), chirurgii naczyniowej (2002) i angiologii (2003).
Stopień doktora nauk medycznych uzyskał w 1977 w Akademii Medycznej w Warszawie na podstawie rozprawy pt. Zmiany morfologiczne i dynamiczne u chorych z wtórną niedrożnością po operacjach naprawczych tętnic, której promotorem był Jan Nielubowicz. W 1988 w tej samej uczelni uzyskał stopień doktora habilitowanego na podstawie pracy pt. Chirurgiczne leczenie niedokrwienia mózgu spowodowane zwężeniem tętnic szyjnych. W 1999 otrzymał tytuł naukowy profesora.
Od 1970 do 1995 zawodowo związany z Akademią Medyczną w Warszawie. Od 1995 związany z Centrum Medycznym Kształcenia Podyplomowego, w tym jako kierownik Kliniki Chirurgii Naczyniowej i Angiologii CMKP oraz w latach 1999-2002 dyrektor tej uczelni.
Członek Towarzystwa Chirurgów Polskich, Polskiego Towarzystwa Flebologicznego, Polskiego Towarzystwa Inżynierii Biomedycznej, Europejskiego Towarzystwa Chirurgii Naczyniowej i Endowaskularnej oraz Międzynarodowej Unii Angiologicznej. Pełnił funkcję konsultanta wojewódzkiego w dziedzinie chirurgii naczyniowej dla województwa mazowieckiego.

## Odznaczenia
- Krzyż Kawalerski Orderu Odrodzenia Polski (2010)[5]
- Złoty Krzyż Zasługi (2000)[6]